# ستانلي كوهن
ستانلي كوهن (بالإنجليزية: Stanley Cohen)‏ هو محامي أمريكي، ولد في 1950.